# 鳥喙增一
杜鵑座η，又名CP-64 4391，HD 224392、SAO 255609、HR 9062，是杜鵑座的一颗恒星，视星等为5，位于銀經312.34，銀緯-51.84，其B1900.0坐标为赤經23h 52m 20.2s，赤緯-64° -51.84′ 12″。